# Fenna
Fenna is een Friese meisjesnaam . De naam is afgeleid van Fen als verkorting van frede. Varianten op de naam zijn Fena,  Fenda, Fenia, Fenne, Fenny, Finna, Fentsje en Fintsje. De naam werd eind negentiger jaren van de twintigste eeuw populair. In 2014 werd de naam in Nederland 7253 aangetroffen als eerste naam, als volgnaam 1651 keer. In 2016 werd de naam Fenna 489 maal als eerste naam gegeven. De naam stond daarmee in Nederland op de elfde plaats van meest populaire namen. In 2015 was het de meest gegeven meisjesnaam in Friesland.

## Bekende naamdragers
- Fenna Bolding - Nederlands communistisch en GroenLinks politica
- Fenna Feenstra Kuiper - Nederlands schrijfster van kinderboeken
- Fenna Kalma - Nederlands voetbalspeelster
- Fenna Kremer - personage in “Moordvrouw”
- Fenna Mastenbroek - Nederlands schrijfster
- Fenna Meijer - Nederlands voetbalster
- Fenna de Meyier - Nederlands schrijfster en vertaler
- Fenna Ramos - Nederlands actrice en zangeres
- Fenna Vanhoutte - Belgisch wielrenster
- Fenna Vergeer-Mudde - Nederlands politica voor de SP